# کریس استرینگر

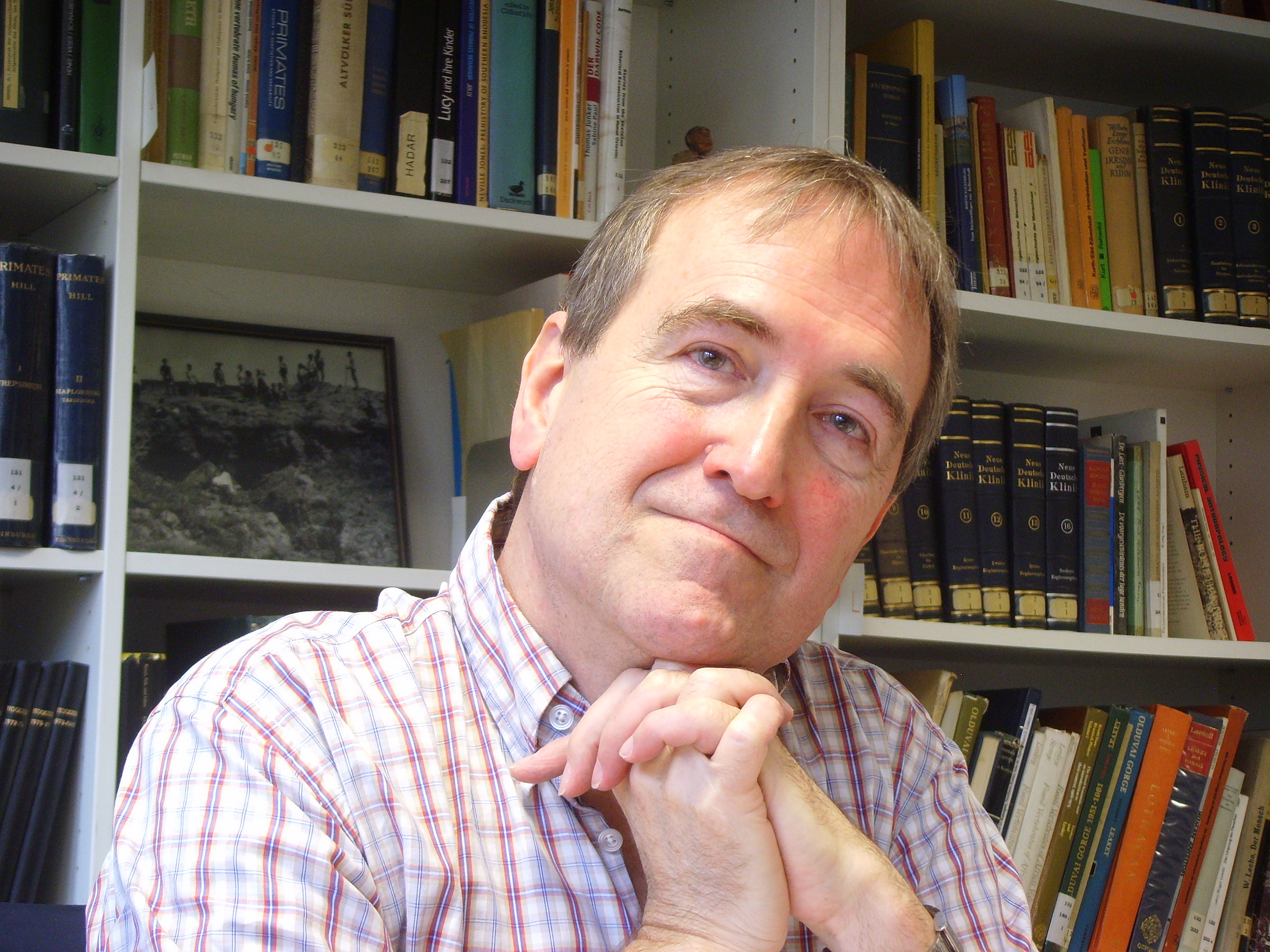

کریستوفر برایان استرینگر (به انگلیسی: Christopher Brian Stringer) مشهور به کریس استرینگر (زاده ۱۹۴۷) یک انسان‌شناس بریتانیایی است.
او یکی از پیشگامان نظریه خروج از آفریقا در تکامل انسان است، که خاستگاه انسان امروزی را بیش از ۱۰۰ هزار سال پیش در آفریقا می‌داند. طبق این نظریه انسان خردمند جای انسان خردمند باستانی، انسان راست‌قامت و نئاندرتال را پس از مهاجرت به خارج از آفریقا بین ۱۰۰۰۰۰ تا ۵۰۰۰۰ سال پیش گرفت.
استرینگر در رشته انسان‌شناسی در کالج دانشگاهی لندن تحصیل نمود، و مدرک دکترای خود در علوم کالبدشناسی را از دانشگاه بریستول دریافت کرده‌است.